# Hassan Nasrallah
Sayyid Hassan Nasrallah (em árabe: حسن نصر الله; Bourj Hammoud, 31 de agosto de 1960 – Beirute, 27 de setembro de 2024) foi um clérigo libanês e secretário-geral do partido político e grupo militante islamista xiita Hezbollah.
Nascido em uma família xiita nos subúrbios de Beirute em 1960, Nasrallah completou seus estudos em Tiro, quando ingressou brevemente no Movimento Amal e posteriormente em um seminário xiita em Balbeque. Ele mais tarde estudou e lecionou em uma escola do Amal. Nasrallah juntou-se ao Hezbollah, que foi formado para combater a invasão israelense do Líbano em 1982. Após um breve período de estudos religiosos no Irã, Nasrallah retornou ao Líbano e tornou-se o líder do Hezbollah depois que seu antecessor foi assassinado por um ataque aéreo israelense em 1992.
Sob a liderança de Nasrallah, o Hezbollah adquiriu foguetes de longo alcance, o que permitiu ao grupo atacar o norte de Israel. Depois de dezoito anos de ocupação do sul do Líbano, Israel retirou suas forças da região em 2000, o que aumentou consideravelmente a popularidade do Hezbollah na região e fortaleceu sua posição dentro do Líbano. No entanto, o papel do Hezbollah em emboscar uma patrulha de fronteira israelense antes da Guerra do Líbano de 2006 foi alvo de críticas locais e regionais. Durante a guerra civil síria, o Hezbollah lutou ao lado do exército sírio contra o que Nasrallah chamou de "extremistas islamistas". Sob sua liderança, o Hezbollah enfrentou críticas por seu suposto envolvimento no assassinato do primeiro-ministro libanês Rafic Hariri, em 2005, e na explosão do porto de Beirute em 2020. Após o ataque do Hamas a Israel em 7 de outubro de 2023, ele optou por se envolver no conflito, iniciando ataques a Israel, o que resultou em um conflito entre Israel e o Hezbollah, impactando ambos os lados da fronteira.
Em 27 de setembro de 2024, as Forças de Defesa de Israel anunciaram que sua força aérea havia atingido a sede principal do Hezbollah em Beirute, com o objetivo de assassinar Nasrallah. O Hezbollah confirmou sua morte no dia seguinte.

## Biografia
Nasrallah é o primogênito de uma família com nove filhos e nasceu em um dos bairros pobres no leste de Beirute. Apesar de sua família não ser considerada religiosa, segundo os padrões libaneses, interessou-se ainda na sua juventude pelos estudos da teologia e da literatura islâmica.
Em 1975, a guerra civil no Líbano forçou Nasrallah e sua família a voltar ao Sul do Líbano para a casa dos pais, onde tinham vivido antes do nascimento do primogênito Nasrallah, em Al Bazuriyah.
Neste período estudou num colégio público na cidade de Tiro e começou a ter contato com o partido Amal do imã Musa al-Sadr, visitando constantemente a mesquita central da cidade. O imã Al Yiraui impressionou-se com a inteligência e o interesse nos estudos teológicos de Nasrallah, recomendando-o perante Moqtada al-Sadr em Najaf no Iraque. Após um ano, Nasrallah chegou ao Iraque. Moqtada al-Sadr deixou-o aos cuidados de Xeque Abbas al-Musawi, do Vale do Beqaa. Al-Musawi foi a pessoa de maior influência sobre Nasrallah.

## Proliferação do Hezbollah
Enquanto por um lado Musa al-Sadr reconhecia a necessidade de reformas e a legitimidade do Líbano, Musawi e outros imãs radicais negaram-se a reconhecer o Líbano segundo seus limites geográficos.
Em 1978, centenas de estudantes e professores foram forçados a sair do Iraque.
Sua volta ao Líbano ocorreu no mesmo período do desaparecimento de Musa al-Sadr, quando estava de passagem pela Líbia, o que favoreceu o aparecimento de Nabih Berri como um novo líder do Movimento Amal.
Nabih Berri, advogado, tinha fortes ligações com a Síria. Sob sua liderança, o Movimento pró-marxista se tornou inimigo de diversos xiitas, que conservaram os fundamentos de al-Sadr.
O enfraquecimento de Amal permitiu que aqueles que tinham sido expulsos de Najaf disseminassem ideias militantes ativistas dos xiitas. Nasrallah começou a estudar e ensinar nos centros religiosos de Baalbek.
Sob a liderança de Musawi, Nasrallah passou do Movimento de esquerda a uma nova organização que surgiu em 1982 quando o exército de Israel entrou no Líbano. Esta nova organização foi formada por centenas de oficiais da Guarda Revolucionária do Irão que tinham como objetivo fundar uma República Islâmica no Líbano e ao mesmo tempo "Jihad" contra as forças israelenses.

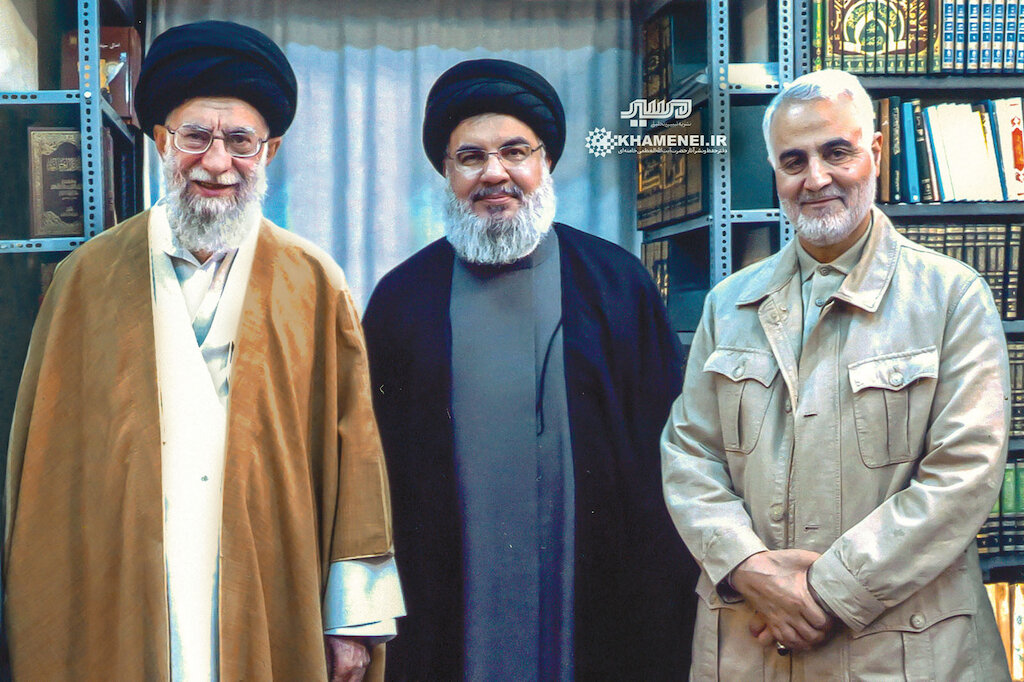
Nasrallah com Ali Khamenei e o comandante da Força Quds, Qassem Soleimani, em 2019.

A ajuda financeira, religiosa-ideológica assim como a organização veio do Irã.
Em 1985, o Hezbollah publicou oficialmente que o objetivo desta Organização é lutar contra as Forças Israelenses no Líbano.
Em 1987, Nasrallah comandou as forças que conseguiram afastar Amal. A intervenção da Síria forçou as milícias a pararem de lutar e Nasrallah retornou ao Irã para concluir os estudos teológicos.
Em 1989, Hezbollah e Amal se confrontaram novamente, Nasrallah retornou ao Líbano liderando o confronto contra Amal. Em 1990, Nasrallah criou um exército.
Nos fins de 1990, a Síria invadiu o Líbano e o Hezbollah foi o único grupo que recebeu permissão de manter as armas e até se expandir mais ainda no sul do Líbano com a condição que todas as decisões fossem tomadas em acordo com Damasco.
Em 1992, Israel aniquilou Musawi, e Nasrallah passou a ocupar o cargo de Secretário Geral do Hezbollah.
No ano 2000, Israel saiu do Líbano e em grandes partes do mundo árabe e islâmico a interpretação foi que graças à persistência de Nasrallah, a ocupação israelense foi combatida e Israel era um inimigo com forças equivalentes.
Em 2004, Hezbollah e Israel negociaram troca de prisioneiros. o Hezbollah conseguiu libertar centenas de prisioneiros palestinos e libaneses em troca dos corpos de 3 soldados que haviam sido sequestrados e do cidadão Tenembaum. Novamente os discípulos e admiradores de Nasrallah o viam como vencedor que conseguia humilhar Israel.
Em 2006, novamente foram sequestrados dois soldados israelenses pelo Hezbollah. Quatro soldados israelenses, que intentaram recuperar os dois soldados sequestrados, foram mortos dentro de um tanque. Um outro soldado foi assassinado ao se aproximar do tanque para retirar os corpos para o enterro, como é comum no exército israelense. Israel iniciou a “Operação Mudança de Direção”.
Em 2011, enquanto uma violenta guerra civil varria a Síria, um dos principais aliados do Hezbollah no Oriente Médio, Hassan Nasrallah decidiu enviar centenas de guerrilheiros de sua milícia para o território sírio para lutarem ao lado das forças do governo do presidente Bashar al-Assad.
Nasrallah prosseguiu, na década de 2010, instigando o Líbano contra Israel, país que chamou de "câncer".

## Família
Nasrallah era casado com Fatimah Yasin e tiveram quatro filhos: Muhammad Javed, Zainab, Muhammad Ali e Muhammad Mahdi.
Na noite de 12 de setembro de 1997, quatro combatentes do Hezbollah foram mortos numa emboscada israelense perto de Mlikh. Um dos mortos era Muhammad Hadi, de 18 anos, o filho mais velho de Nasrallah. Cinco soldados libaneses e uma mulher foram mortos num ataque aéreo simultâneo a norte da zona de segurança. Os ataques foram vistos como uma resposta à operação realizada uma semana antes, em que doze comandos israelenses foram mortos. Ao receber a notícia da morte do seu filho, Nasrallah terá dito: «Estou orgulhoso de ser o pai de um dos mártires».
De acordo com os meios de comunicação social da oposição síria, Nasrallah era cunhado do comandante do Hezbollah Wissam al-Tawil, que foi morto num ataque aéreo israelense em janeiro de 2024.
A 25 de maio de 2024, a imprensa do Hezbollah declarou que a mãe de Nasrallah, Hajja Umm Hassan, tinha morrido.. A 27 de setembro de 2024, a sua filha Zainab foi morta por um ataque aéreo israelense

## Morte
A 27 de setembro de 2024, a Força Aérea Israelense lançou um ataque aéreo contra o quartel-general do Hezbollah em Beirute, alegadamente visando Nasrallah. Pelo menos seis pessoas morreram e mais de 90 ficaram feridas na sequência do ataque, havendo vários desaparecidos.
Na manhã de 28 de setembro de 2024, as Forças de Defesa de Israel declararam que Nasrallah tinha morrido no ataque. Horas depois, o Hezbollah e as autoridades libanesas confirmaram a morte.